# 武汉海关
中华人民共和国武汉海关，是中华人民共和国海关总署在武汉市设立的海关，驻地位于武汉市东西湖区金银湖路15号，负责的关区为湖北省全境。

## 沿革
1862年1月1日，清政府总理衙门批准设立江汉关。1922年11月4日，江汉关大楼举行奠基典礼，经一年多的建设于1924年1月21日举行落成典礼。1930年，因岳州口岸贸易缩减，原岳州分关事务由江汉关办理。1937年，长沙关撤销，所有未了事务改由江汉关办理。
1938年10月25日，日军占领武汉，江汉关停止工作。日本投降后，江汉关于1945年9月26日恢复海关业务。
1949年5月，解放军接管武汉三镇，26日武汉市军事管制委员会海关贸易处接管江汉关。1949年10月25日中央人民政府海关总署成立，江汉关直属海关总署领导。1950年1月15日，江汉关改称中华人民共和国汉口关，10月16日又改名为武汉关，1953年1月15日改称中华人民共和国武汉关。
1954年，全国口岸分工会议决定内地口岸逐步收缩，武汉出口商品大部分调边境口岸出口。由于国家对外贸易政策的重大调整，武汉口岸实际上停止了直接的进出口贸易。1956年5月1日，武汉关奉令对外公告撤销，停止办理一切海关业务。1952年的武汉贸易地位居全国第六位，是唯一跻身于外贸大口岸之列的非沿海城市。1956年武汉关撤销后，武汉的对外贸易进出口总值由1954年的217万美元降至1956年的2万余美元。
1980年2月14日，国务院批转国家八部委《关于开办长江对外贸易运输港口的报告》，决定开放南京、武汉等7个港口的对外贸易，武汉港重新成为对外贸易运输口岸。3月28日，武汉海关重新设立，关区范围包括湖北省全境，并办理湖南、河南部分进出口货物的监管业务及湖南省的查私业。1984年6月9日，国务院批准武汉海关调整为厅局级机构。2012年11月，江汉关大楼改建为博物馆，武汉海关搬迁至现址武汉市东西湖区金银湖路15号办公。2018年4月14日起，随着国务院机构改革，原湖北出入境检验检疫局职责和队伍划入武汉海关。

## 下设机构

#### 内设机构[2]
- 办公室（党委办公室）
- 法规处
- 综合业务处
- 关税处
- 卫生检疫处
- 动植物检疫处
- 进出口食品安全处
- 商品检验处
- 口岸监管处
- 统计分析处
- 企业管理和稽查处
- 财务处
- 科技处
- 督察内审处
- 人事教育处（党委组织部）
- 机关党委（思想政治工作办公室、党委宣传部、党委巡察工作办公室）
- 监察室（党委纪检组）
- 离退休干部办公室
- 缉私局

#### 隶属海关[3]
- 武汉天河机场海关
- 武汉新港海关
- 武汉邮局海关
- 汉阳海关
- 武昌海关
- 汉口海关
  - 武汉陆路（铁路）口岸（旧）
  - 武汉陆路（铁路）口岸（临时）
- 襄阳海关
- 宜昌海关
- 黄石海关
- 十堰海关
- 荆州海关
- 荆门海关
- 鄂州海关
- 随州海关
- 恩施海关
- 仙桃海关
- 武汉海关风险防控分局

#### 事业单位
- 武汉海关后勤管理中心
- 武汉海关技术中心
- 湖北国际旅行卫生保健中心（武汉海关口岸门诊部）
- 中国电子口岸数据中心武汉分中心
- 中国质量认证中心武汉海关评审中心